# Ojos así
"Ojos Así" é uma canção gravada pela artista musical colombiana Shakira, para o seu quarto álbum de estúdio Dónde están los ladrones? (1998). Foi lançado em 23 de julho de 1999 pela Sony Latin como o quinto single do disco. A canção foi escrita por Shakira, Pablo Flores e Javier Garza, enquanto a produção foi realizada por Emílio Estefan. Musicalmente, "Ojos Así" incorpora elementos da música do oriente médio e de world music. Uma tradução em inglês intitulada "Eyes Like Yours" foi incluída no quinto álbum de estúdio da cantora e seu primeiro disco de língua inglesa Laundry Service (2001).
A faixa atingiu os números 9 e 22 nos charts do Billboard Latin Pop Songs e Latin Songs dos Estados Unidos. Alcançou a posição máxima na Parada de Singles da Romênia e realizou desempenho moderado em outros territórios europeus. A música também foi cantada durante seis das sete turnês de shows que Shakira realizou até à hoje.

## Informação sobre a canção
"Ojos Así" contém interlúdios de cantos em árabe. Baseia-se na escala dominante de Phrygian, para ajudar a dar a sensação árabe a música. A própria Shakira canta alguns versos em árabe na música.
"Ojos Así" tornou-se extremamente popular nos países latino-americanos e é um dos maiores sucessos de Shakira em espanhol. Foi também um dos hits de Shakira na Romênia.
O álbum de estréia em língua inglesa de Shakira em 2001, Laundry Service, apresenta uma versão em inglês da música intitulada "Eyes Like Yours". Não contém diferenças de "Ojos Así", além do respectivo idioma da música (ambos ainda apresentam o árabe). A tradução áspera, mas literal (na maioria dos lugares) de "Ojos Así", foi escrita por Shakira e Gloria Estefan. "Eyes Like Yours" tem um videoclipe inédito, que foi filmado ao mesmo tempo que "Ojos" (com Shakira parecendo de forma igual em ambos os vídeos). Um videoclipe deste vídeo não visto, foi lançado em um CD promocional para Laundry Service, com apenas um minuto de duração, e contendo muito poucas cenas de Shakira cantando em inglês.

## Videoclipe
O videoclipe para "Ojos Así" apresenta Shakira, interpretando a música para uma multidão. No fundo é um olho de néon gigante, que dispara faíscas e pega fogo no final do vídeo. Há também cenas de Shakira dançando dança do ventre, em frente a um fundo roxo escuro, de pé na água. Nessas cenas, há cobras pintadas em seus braços e linhas vermelhas pintadas em sua cabeça. O vídeo usa a versão "Single Mix" da música (embora as versões do vídeo com o remix do álbum também existam). Os instrumentos em destaque no vídeo incluem um instrumento de cordas árabe, tambores e um baixo elétrico Danelectro Longhorn. O parceiro musical de longa data de Shakira e o gerente de sua banda Tim Mitchell, podem ser vistos tocando violão no vídeo. O clipe ganhou o Prêmio International Viewer's Choice Award no MTV Video Music Awards, enquanto também foi nomeado para o mesmo prêmio na categoria América Latina e para um Grammy Latino de Melhor Vídeo de Música de Forma Curta.
Em 24 de abril de 2012, uma versão alternativa do clipe vazou on-line. Publicada pelo diretor do vídeo, Mark Kohr, no site de compartilhamento de vídeos Vimeo, esta nova versão foi em widescreen, revelando além da imagem original e também continha novas cenas diferentes curtas, mas notáveis, da tela original de tela cheia, em versão 4:3.

## Performances ao vivo

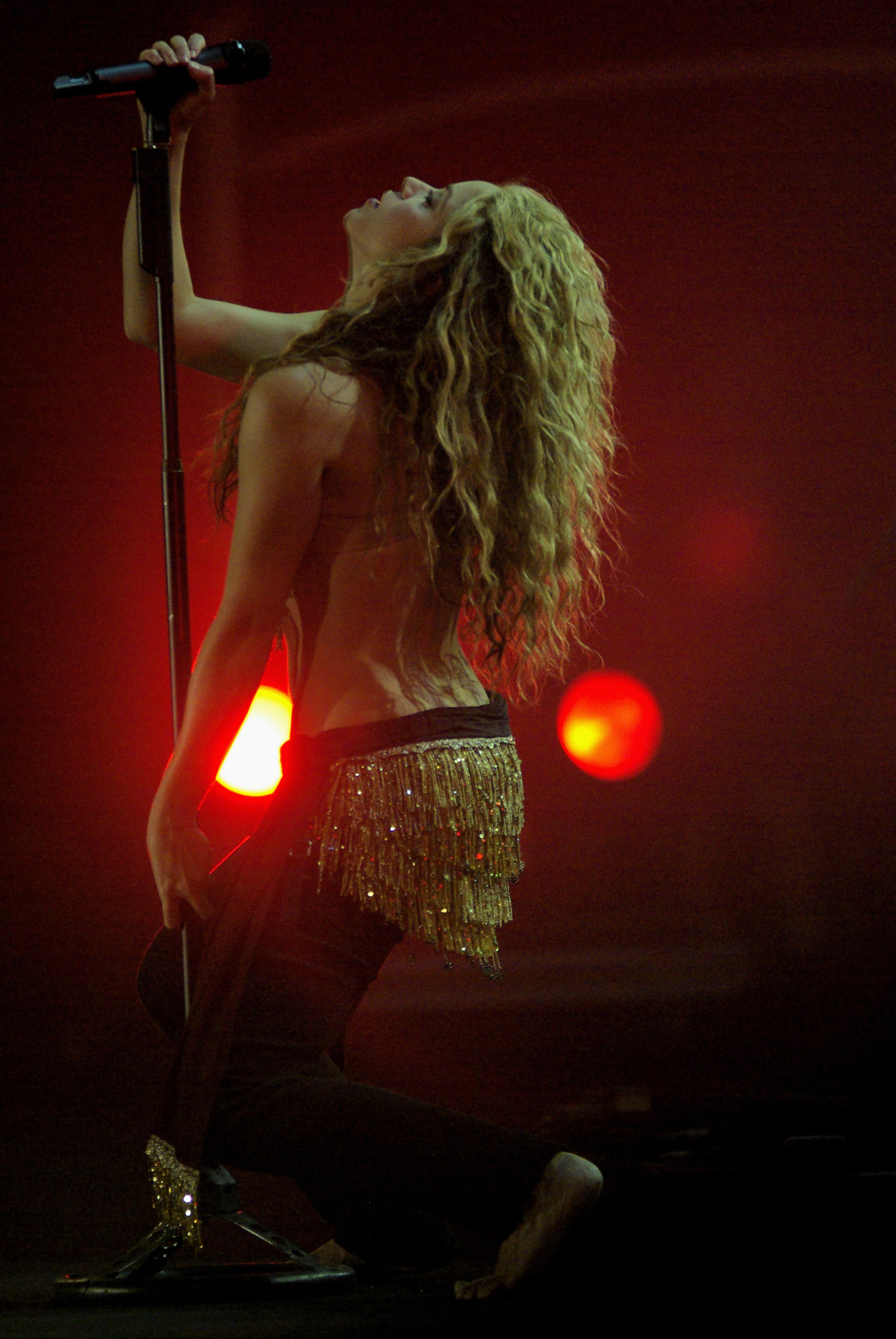
Shakira performando "Ojos Así", durante o festival Rock in Rio em 2008.

Para promover "Ojos Así", Shakira cantou a música no programa de televisão mexicano Al Fin de Semana. Shakira interpretou a música durante a sua apresentação no MTV Unplugged no Grand Ballroom, em Nova York, em 12 de agosto de 1999. Foi completamente re-feita para a apresentação e incluiu uma introdução prolongada após o começo do Oriente Médio e até mesmo uma dança com tambores árabes, eliminando Shakira cantando em árabe ao mesmo tempo. O desempenho foi posteriormente incluído na versão MTV Unplugged. Em novembro de 1999, Shakira cantou "Ojos Así" no concurso Miss Colômbia de 1999, encerrando o evento. Shakira incluiu a música em sua Tour Anfibio, sendo executada como um bis. Ela também cantou "Ojos Así" nos primeiros Grammy Latino em 13 de setembro de 2000. Foi o número de abertura de sua Tour of the Mongoose de 2002-03, com Shakira usando calças de couro preto apertadas, um lenço de dança do ventre preto e um sutiã preto. O desempenho da música foi incluído no Live & off the Record, lançado em 2004.
Pouco antes do início de sua turnê, Shakira tocou a música durante o festival Rock in Rio em Lisboa, Portugal, em 26 de maio de 2006. "Ojos Así" foi incluído na sua Oral Fixation Tour 2006-07 como um bis. Tem amostras da música árabe "Enta Omri" pela cantora egípcia Om Kalthoum, no início da apresentação, quando Shakira dançou com um véu. Shakira usava calças roxas, um lenço de quadril e um sutiã de prata ou arco íris. Um dos sutiãs usados por Shakira durante a turnê foi leiloado por US $ 3.000 dólares. O desempenho da música também foi incluído no lançamento da Oral Fixation Tour. A música foi interpretada por Shakira durante seu set no Festival de Jazz de Plymouth em Trinidad e Tobago, em 26 de abril de 2008. Ela também incluiu "Ojos Así" no set-list para o seu concerto no Rock in Rio realizado em Madri, Espanha, em 4 de julho. Também foi incluído em seus sets nos festivais Rock in Rio Lisboa e Madrid em 21 de maio e 5 de junho e também no Festival de Glastonbury de 2010, em 25 de junho de 2010. Durante a turnê mundial The Sun Comes Out World Tour de 2010-11, "Ojos Así" foi cantado após um solo da violinista Una Palliser. A versão da turnê também apresentou uma nova pausa de dança, usando excertos da faixa "Move" de DJ Said Mrad. Como figurino da turnê, uma cabeça gigante por trás do palco, apresentando olhos e padrões místicos durante a música. Shakira usa uma saia preta e uma saia de impressão animal, um lenço de dança do ventre de prata na cintura e um sutiã transparente.

## Prêmios
Shakira ganhou um Grammy Latino na categoria de Melhor Performance Vocal Pop feminina, com "Ojos Así" em 2000.

## Faixas
CD single
1. "Ojos Así" (Album Version) – 3:57
2. "Ojos Así" (Thunder Mix Radio Edit) – 3:52
3. "Ojos Así" (Thunder Mix) – 10:15
4. "Ojos Así" (Desert Mix) – 9:31
5. "Ojos Así" (Mirage Mix) – 5:34

Colombia Maxi-single
1. "Ojos Así" (Thunder Mix) – 10:15
2. "Ojos Así" (Thunder Mix Radio Edit) – 3:52
3. "Ojos Así" (Desert Dub) – 9:31
4. "Ojos Así" (Mirage Mix) – 5:34

## Desempenho nas tabelas musicais

### Paradas semanais
| Chart (1999–2000)                            | Maior posição |
| -------------------------------------------- | ------------- |
| Estados Unidos (Billboard Hot Latin Songs)   | 22            |
| Estados Unidos (Billboard Latin Pop Airplay) | 9             |
| Chart (2003)                                 | Maior posição |
| Bélgica (Ultratop 50 da Valônia)             | 16            |
| Bélgica (Ultratop 50 de Flandres)            | 29            |
| Europa (Billboard European Hot 100 Singles)  | 45            |
| França (SNEP)                                | 15            |
| Países Baixos (Dutch Top 40)                 | 27            |
| Suíça (Schweizer Hitparade)                  | 33            |